# تيمو رايتي (لاعب كرة قدم)
تيمو رايتي هو لاعب كرة قدم سويسري في مركز الدفاع، ولد في 2 مايو 1998 في سويسرا. لعب مع نادي ثون.

## وصلات خارجية
- تيمو رايتي (لاعب كرة قدم) على موقع قاعدة بيانات كرة القدم.إي يو (الإنجليزية)
- تيمو رايتي (لاعب كرة قدم) على موقع Soccerway.com (الإنجليزية)